# برونو غالفان
برونو غالفان (بالإسبانية: Bruno Galván)‏ هو لاعب كرة قدم أرجنتيني، ولد في 8 مايو 1994 في بوينس آيرس في الأرجنتين. لعب مع بوكا جونيورز.

## وصلات خارجية
- برونو غالفان على موقع قاعدة بيانات كرة القدم.إي يو (الإنجليزية)
- برونو غالفان على موقع Soccerway.com (الإنجليزية)